# Matzing (Gemeinde Scharnstein)
Matzing ist eine Siedlung der Marktgemeinde Scharnstein im Bezirk Gmunden in Oberösterreich.
Die Siedlung befindet sich südwestlich von Scharnstein am Übergang von der Flyschzone in das Gebiet der Nördlichen Kalkalpen. Sie ist ein Ortsteil von Mühldorf, in dessen Katastralgemeinde sie auch liegt. Nach starker Siedlungstätigkeit in der zweiten Hälfte des 20. Jahrhunderts ist Matzing heute einer der einwohnerstärksten Ortsteile der Gemeinde, weshalb in Matzing auch ein 200.000 Liter fassender Trinkwasser-Hochbehälter errichtet wurde.